# 北五泉站
北五泉站（日语：／ Kita-Gosen eki */?）是位於新潟縣五泉市北五泉站前，屬於東日本旅客鐵道（JR東日本）的磐越西線車站。

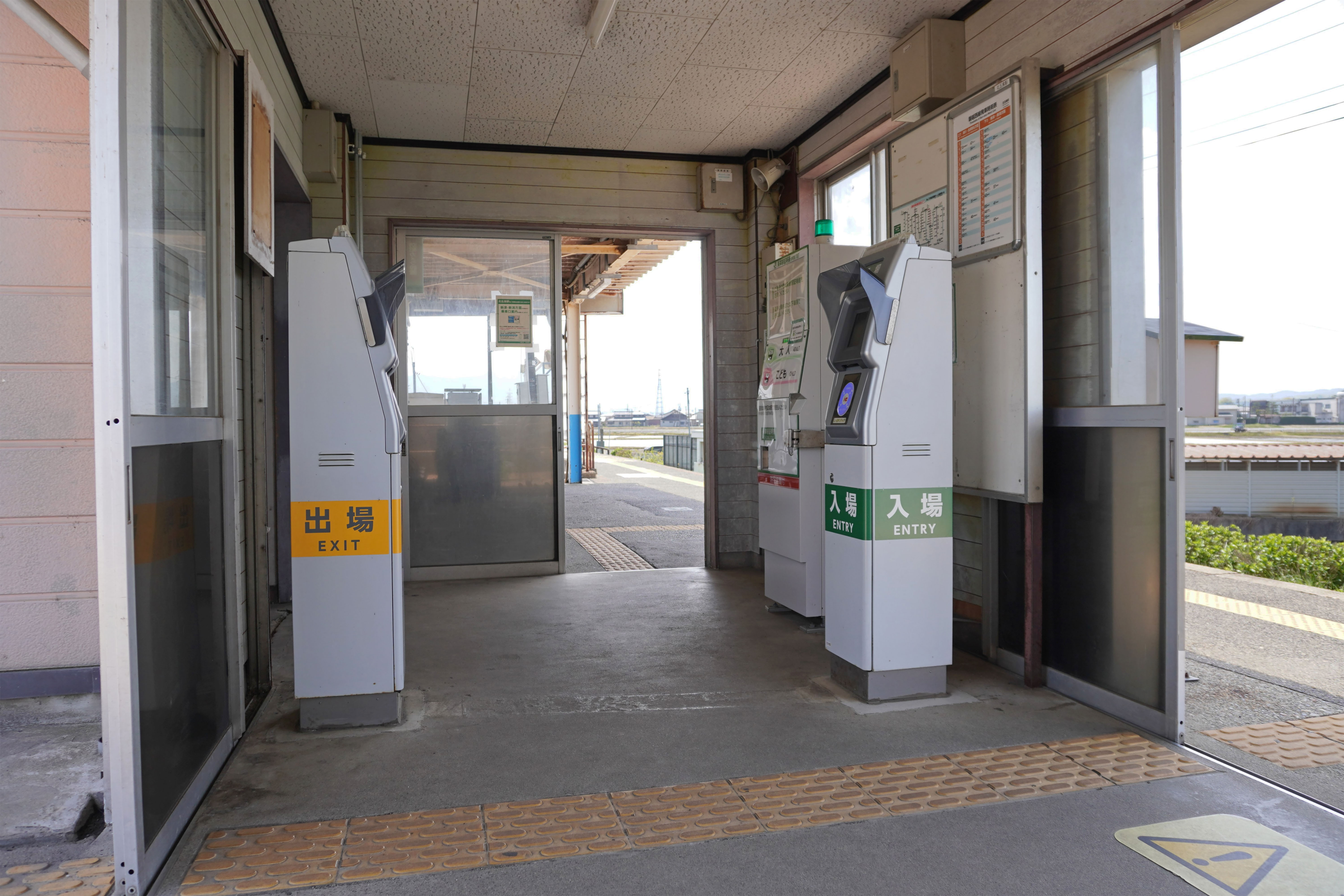
驗票口(2023年4月)

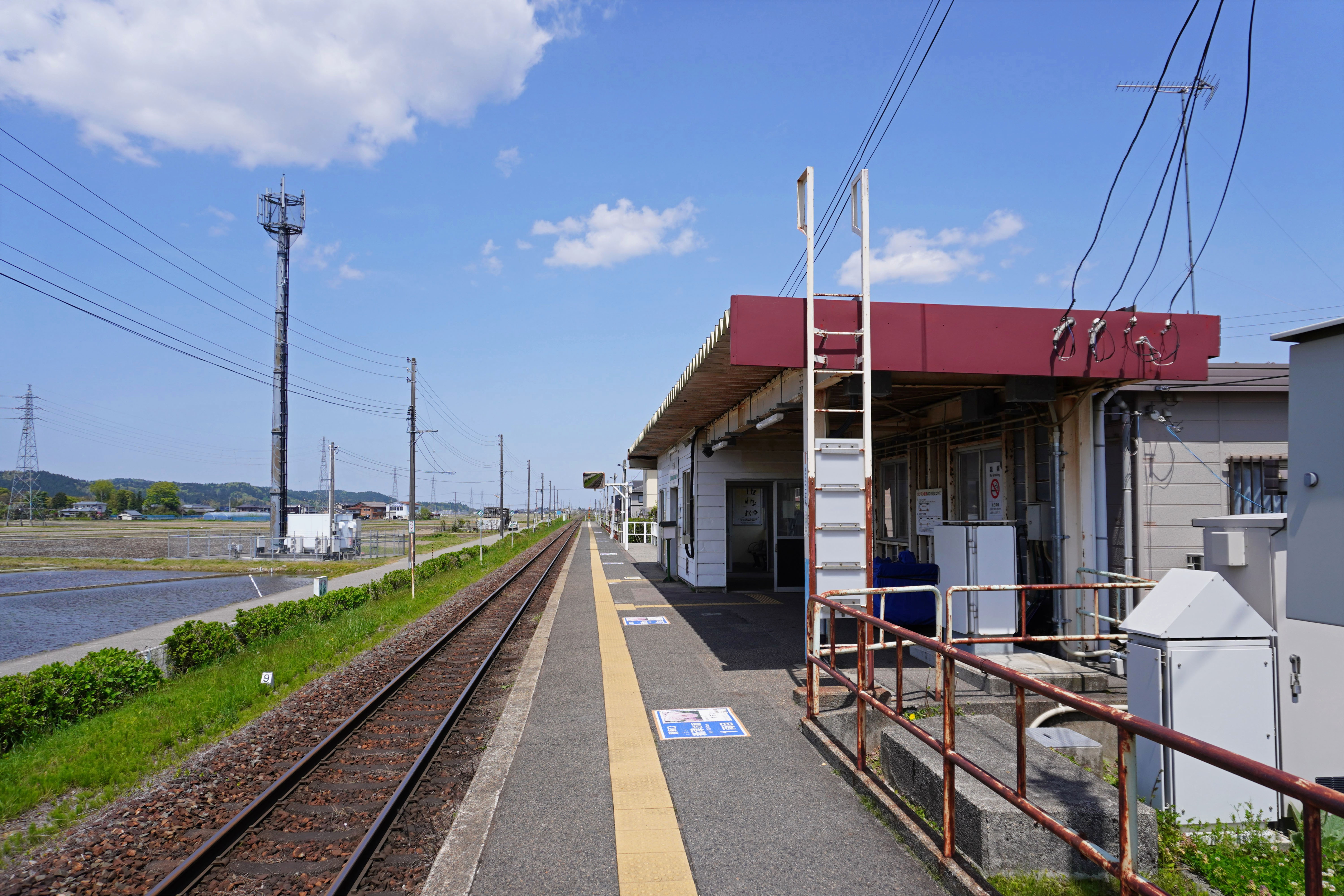
月台(2023年4月)

## 歷史
- 1952年（昭和27年）2月20日：日本國有鐵道車站啟用[2]。
- 1982年（昭和57年）
  - 7月：加設飲水機（由扶輪社寄贈）[4]。
  - 11月：新設廁所[5]。
- 1987年（昭和62年）4月1日：伴隨國鐵分割民營化，車站由東日本旅客鐵道（JR東日本）營運[6]。
- 1989年（平成元年）
  - 8月：車站大樓落成，同時成為簡易委託車站[7]。
  - 12月4日：地下通道落成，開設開通儀式[8]。
- 1994年 （平成6年）：大樓內加設五泉市綜合資訊中心[1] 。
- 2008年（平成20年）3月15日：新潟近郊區間擴大，此站開始可以使用IC卡「Suica」[9]。
- 2020年（令和2年）4月1日：終止委托五泉市售賣車票（簡易委託）[3]。當日起成為整日無人車站[3]。

## 車站構造
此站是地面車站，設有1面1線的單式月台。此站是由新津站管理的無人車站。站內設有候車室、廁所（濕廁）自動售票機和簡易Suica閘機（入閘和出閘用各1台），並設置前往車站西邊的地下通道。

## 使用狀況
根據「JR東日本」的資料，在2018年度（平成30年度）1日平均乘車人次為694人。
以下列出近年乘車人次變化：
| 年度               | 1日平均 乘車人次 | 參考資料        |
| ------------------ | ---------------- | --------------- |
| 2000年（平成12年） | 639              | [ 利用客数 1 ]  |
| 2001年（平成13年） | 615              | [ 利用客数 2 ]  |
| 2002年（平成14年） | 625              | [ 利用客数 3 ]  |
| 2003年（平成15年） | 651              | [ 利用客数 4 ]  |
| 2004年（平成16年） | 641              | [ 利用客数 5 ]  |
| 2005年（平成17年） | 644              | [ 利用客数 6 ]  |
| 2006年（平成18年） | 630              | [ 利用客数 7 ]  |
| 2007年（平成19年） | 667              | [ 利用客数 8 ]  |
| 2008年（平成20年） | 661              | [ 利用客数 9 ]  |
| 2009年（平成21年） | 619              | [ 利用客数 10 ] |
| 2010年（平成22年） | 646              | [ 利用客数 11 ] |
| 2011年（平成23年） | 660              | [ 利用客数 12 ] |
| 2012年（平成24年） | 700              | [ 利用客数 13 ] |
| 2013年（平成25年） | 703              | [ 利用客数 14 ] |
| 2014年（平成26年） | 680              | [ 利用客数 15 ] |
| 2015年（平成27年） | 737              | [ 利用客数 16 ] |
| 2016年（平成28年） | 756              | [ 利用客数 17 ] |
| 2017年（平成29年） | 740              | [ 利用客数 18 ] |
| 2018年（平成30年） | 694              | [ 利用客数 19 ] |

## 車站周邊
- 新潟縣立五泉高等學校（日语：新潟県立五泉高等学校）
- 五泉市市民泳池
- 五泉下町郵局

## 巴士路線
站前設有五泉市的社區巴士「五泉市親睦巴士」北五泉站前巴士站。
- 北五泉站前（親睦巴士）
  - 〔循環〕（先途經北五泉站）經本町、今泉、西村松、櫻競技場、村松站前、五泉站 前往五泉高校前
  - 〔循環〕（先途經五泉站）經三本木 前往五泉高校前

## 相鄰車站
東日本旅客鐵道（JR東日本）
■磐越西線
□快速「阿賀野」
通過
■普通
五泉－北五泉－新關

## 注腳

### 使用狀況
1. ↑  . 東日本旅客鐵道.   [2019-02-25]. （原始内容存档于2019-04-02） （日语）.
2. ↑  . 東日本旅客鐵道.   [2019-02-25]. （原始内容存档于2019-02-22） （日语）.
3. ↑  . 東日本旅客鐵道.   [2019-02-25]. （原始内容存档于2019-04-02） （日语）.
4. ↑  . 東日本旅客鐵道.   [2019-02-25]. （原始内容存档于2019-03-27） （日语）.
5. ↑  . 東日本旅客鐵道.   [2019-02-25]. （原始内容存档于2019-02-23） （日语）.
6. ↑  . 東日本旅客鐵道.   [2019-02-25]. （原始内容存档于2019-04-02） （日语）.
7. ↑  . 東日本旅客鐵道.   [2019-02-25]. （原始内容存档于2019-04-02） （日语）.
8. ↑  . 東日本旅客鐵道.   [2019-02-25]. （原始内容存档于2019-04-02） （日语）.
9. ↑  . 東日本旅客鐵道.   [2019-02-25]. （原始内容存档于2019-02-22） （日语）.
10. ↑  . 東日本旅客鐵道.   [2019-02-25]. （原始内容存档于2019-04-02） （日语）.
11. ↑  . 東日本旅客鐵道.   [2019-02-25]. （原始内容存档于2019-04-02） （日语）.
12. ↑  . 東日本旅客鐵道.   [2019-02-25]. （原始内容存档于2019-03-27） （日语）.
13. ↑  . 東日本旅客鐵道.   [2019-02-25]. （原始内容存档于2019-03-27） （日语）.
14. ↑  . 東日本旅客鐵道.   [2019-02-25]. （原始内容存档于2017-02-08） （日语）.
15. ↑  . 東日本旅客鐵道.   [2019-02-25]. （原始内容存档于2019-03-27） （日语）.
16. ↑  . 東日本旅客鐵道.   [2019-02-25]. （原始内容存档于2019-03-23） （日语）.
17. ↑  . 東日本旅客鐵道.   [2019-02-25]. （原始内容存档于2019-03-27） （日语）.
18. ↑  . 東日本旅客鐵道.   [2019-02-25]. （原始内容存档于2019-03-25） （日语）.
19. ↑  . 東日本旅客鐵道.   [2019-07-21]. （原始内容存档于2019-07-05） （日语）.

## 外部連結
- 車站資訊（北五泉）：東日本旅客鐵道（日語）